# Zhou Fengsuo
Zhou Fengsuo (周锋锁; Zhōu Fēngsuǒ), född 5 oktober 1967, är en kinesisk människorättsaktivist och tidigare ledare  vid studentprotesterna på Himmelska fridens torg 1989. Numer (2019) lever Zhou Fengsuo i exil i USA och har amerikanskt medborgarskap.
Zhou Fengsuo föddes 1967 i Xi'an i Shaanxidistriktet i nordvästra Kina. 1985 påbörjade han sina studier vid Tsinghuauniversitetet i Peking där han to examen som fysiker. Vid Tsinghuauniversitetet organiserade Zhou Fengsuo 1988 det första och enda fria studentvalet.
Vid studentprotesterna på Himmelska fridens torg 1989. Var Zhou Fengsuo en av de tongivande ledarna. Zhou Fengsuo var då ledare för Beijing Autonomous University Students Union och han etablerade och ledde ‘Voice of the Student Movements’.
Upproren  på Himmelska fridens torg slogs ner natten till 4 juni 1989, och en vecka senare publicerade Beijing Municipal Public Security Bureau en lista på de "21 mest eftersökta" ledarna från studentprotesterna. Fotografier och namn distribuerades på TV och i nyhetstidningar över landet. Zhou Fengsuo nummer fem på listan efter Wang Dan, Wuerkaixi, Liu Gang och Chai Ling.
Zhou Fengsuo arresterades i Xi'an 13 juni 1989. Arresteringen kunde ske efter information från Zhou Fengsuos syster och svåger. Zhou Fengsuo satt fängslad i ett år. Efter att han släpptes från fängelset var han 1991 till 1994 konstant övervakad och utsatt för polistrakasserier. Under den tiden försörjde han sig med terminshandel som egenföretagare. Zhou Fengsuo fick stipendium för att studera i USA, men han fick ingett pass och kunde inte åka.
När han till slut fick pass flyttade till USA 1995  och blev aktiv i Independent Federation of Chinese Students and Scholars.
Från 1996 studerade Zhou Fengsuo på  University of Chicago Booth School of Business där han 1998 erhöll Master of Business Administration. I september år 2000 var han målsägare i en rättegång i USA mellan offren från Himmelska fridens torg 1989 och Li Peng angående Li Pengs brott mot mänskligheten.. Från 2007 till 2010 var han ordförande för Chinese Democracy Education Foundation.
Tillsammans med Zhao Jing (också från Tsinghuauniversitete) och Xu Gang från Shanghai grundade Zhou Fengsuo 2007 Humanitarian China i San Francisco. Även Zhao Jing och Xu Gang medverkade vid protesterna på Himmelska fridens torg 1989. Humanitarian China verkar för att stödja politiskt förföljda kineser och arbetar för mänskliga rättigheter och för att stödja politiska fångar i Kina.
2019 flyttade Zhou Fengsuo till Newark för att på heltid ägna sig åt Humanitarian China.